# Gleb (Pokrowski)
Gleb, imię świeckie Witalij Nikiticz Pokrowski (ur. 27 marca?/8 kwietnia 1881 w Schodni lub w Czerkizowie, zm. 3 listopada 1937 w okolicach Marinska, w Sibłagu) – rosyjski biskup prawosławny.

## Życiorys
Był synem urzędnika kolejowego. W 1904 ukończył seminarium duchowne w Kałudze i został wyświęcony na kapłana, objął parafię w Nikitinie (gubernia kałuska), od 1906 był także jednym z eparchialnych misjonarzy oraz proboszczem parafii w Dworcach. W 1909 objął dodatkowo parafię w Tichonowie. W 1917 przeszedł do eparchii moskiewskiej, w 1921 ukończył Moskiewską Akademię Duchowną. Dwukrotnie sądzony w pierwszych latach funkcjonowania władzy radzieckiej, został skazany na pół roku więzienia, ale dzięki amnestii odzyskał wolność. Od 1921 służył w cerkwi w Naro-Fomińsku.
23 grudnia 1923 przyjął z rąk patriarchy moskiewskiego i całej Rusi Tichona chirotonię na biskupa michajłowskiego, wikariusza eparchii riazańskiej. Był bliskim współpracownikiem arcybiskupa riazańskiego Borysa i wspólnie z nim starał się uniemożliwiać rozwój Żywej Cerkwi w eparchii, doprowadzić do przetrwania sieci parafii prawosławnych. Był wielokrotnie przesłuchiwany przez riazańskie GPU. 14 sierpnia 1925 został pozbawiony prawa do legalnego wykonywania obowiązków biskupa pomocniczego za organizację procesji w dniu św. św. Borysa i Gleba. We wrześniu tego samego roku został aresztowany razem z biskupem Borysem i innymi pracownikami kancelarii eparchialnej. W czasie śledztwa został zmuszony do podpisania przyznania się do winy, w formie listu do duchowieństwa i wiernych eparchii riazańskiej. W 1926 został skazany na trzy lata łagru i skierowany do obozu w dawnym Monasterze Sołowieckim. 7 czerwca 1926 uczestniczył w nielegalnym spotkaniu siedemnastu biskupów więzionych na Sołowkach, w czasie którego sporządzone zostało stanowisko uwięzionych hierarchów w sprawie dalszej polityki zwierzchników Rosyjskiego Kościoła Prawosławnego. W 1928 biskup Gleb został zwolniony z łagru; zamieszkał pod nadzorem w Kaszynie.
W 1932 został biskupem solikamskim, wikariuszem eparchii permskiej i solikamskiej, zaś od 1933 był ordynariuszem tejże eparchii. W 1934 podniesiony do godności arcybiskupiej. Mimo nakładanych przez władze radzieckie ograniczeń starał się prowadzić aktywną działalność duszpasterską. W październiku 1935 został aresztowany. Był przetrzymywany początkowo w więzieniu w Permie, następnie w Swierdłowsku. Oskarżony o nielegalne wspieranie represjonowanych duchownych, agitację kontrrewolucyjną i monarchistyczną, tolerowanie modlitw w intencji zabitych cara Mikołaja II i jego rodziny. W 1936 skazany na dziesięć lat łagru. W roku następnym został aresztowany w łagrze razem z arcybiskupem mogilowskim Paulinem i biskupem swierdłowskim Arkadiuszem oraz innymi duchownymi, po czym skazany na śmierć i rozstrzelany.